# Бледите звезди на Голямата мечка
„Бледите звезди на Голямата мечка“ (на италиански: „Vaghe stelle dell'Orsa“) е филм на Лукино Висконти от 1965 година с участието на Майкъл Крейг, Клаудия Кардинале и Жан Сорел.

## Сюжет
Сандра Доусън (Клаудия Кардинале) води в родния си град в Италия своя съпруг американец Андрю (Майкъл Крейг), за да го запознае със знатните си корени. Пристигайки в родната си къща тя отново се чувства затворничка на миналото си. Спомените за починалия ѝ баща, враждебността на майка ѝ и странните отношения с брат ѝ Джани (Жан Сорел), притесняват съпруга ѝ, който се опитва да разгадае миналото на жена си.....

## В ролите
| Изпълнител        | Роля               |
| ----------------- | ------------------ |
| Майкъл Крейг      | Андрю              |
| Клаудия Кардинале | Сандра             |
| Жан Сорел         | Джани              |
| Ренцо Ричи        | Антонио Джиралдини |
| Фред Уилямс       | Пиетро Формари     |
| Амалия Трояни     | Фоска              |
| Мари Бел          | Майката на Сандра  |

## Награди и номинации
- 1965 Златен лъв на кинофестивала във Венеция.